# Tempestt Bledsoe
Tempestt Bledsoe (Chicago, 1º agosto 1973) è un'attrice statunitense.
Deve la sua fama al ruolo di Vanessa Robinson (nell'originale Vanessa Huxtable), nella famosa sitcom I Robinson; nel 1988 ha anche collaborato alla realizzazione della commedia La sera del ballo.

## Biografia
Tempestt Bledsoe nasce il 1º agosto 1973, a Chicago, dove vive. All'età di 10 anni entra nel cast de I Robinson, dove interpreta il ruolo di Vanessa Robinson, la quartogenita. Mentre continua a girare la serie, reciterà in altri film, e poi esordirà anche come doppiatrice. Ha avuto una relazione durata sedici anni con l'attore Darryl M. Bell. È vegetariana.

## Filmografia

### Cinema
- Johnny B Good, regia di Richard Brooks (1998)
- BachelorMan, regia di John Putch (2003)
- N-Secure, regia di David M. Matthews (2010)

### Televisione
- I Robinson (The Cosby Show) - serie TV, 158 episodi (1984-1992)
- ABC AfterSchool Specials - serie TV, episodio 15x04 (1986)
- Monsters - serie TV, episodio 1x05 (1988)
- La sera del ballo - film TV (1988)
- Dream Date - film TV (1989)
- Tutti al college (A Different World) - serie TV, episodio 2x13 (1989)
- Jenny - serie TV, episodio 1x05 (1997)
- The Practice - Professione avvocati (The Practice) - serie TV, episodi 3x02-3x09-3x10 (1998)
- La vera storia di Babbo Natale (Santa and Pete), film TV (1999)
- Strepitose Parkers (The Parkers) - serie TV, episodio 1x09 (1999)
- The Expendables - film TV (2000)
- Fire and Ice - film TV (2001)
- Rock Me, Baby -serie TV, episodio 1x13 (2004)
- Squadra Med - Il coraggio delle donne (Strong Medicine) - serie TV, episodio 6x03 (2005)
- A sud del paradiso (South of Nowhere) - serie TV, episodi 1x12-2-06-2x08 (2006)
- Husband for Hire - film TV (2008)
- Avvocati a New York (Raising the Bar) - serie TV, episodio 1x07 (2008)
- The Replacements - serie TV, 21 episodi (2008-2009)
- Clean House - serie TV (2011)
- Guys with Kids – serie TV, 18 episodi (2012-2013)

### Doppiatrice
- The Replacements - Agenzia sostituzioni (The Replacements) – serie animata, 21 episodi (2008-2009)
- ParaNorman, regia di Sam Fell e Chris Butler (2012)